# Ditassa sucrensis
Ditassa sucrensis là một loài thực vật có hoa trong họ La bố ma. Loài này được (R.W.Holm) Morillo mô tả khoa học đầu tiên năm 1993.